# آفاناسیس کوزمینس
آفاناسیس کوزمینس (انگلیسی: Afanasijs Kuzmins؛ زادهٔ ۲۲ مارس ۱۹۴۷) تیرانداز اهل شوروی-لتونی بود.
وی در مسابقات کشوری و بین‌المللی در مجموع برندهٔ ۱ مدال طلا، ۱ مدال نقره شده‌است.